# 내 생애 봄날
《내 생애 봄날》은 2014년 9월 10일부터 2014년 10월 30일까지 MBC에서 방영된 수목드라마이다.

## 줄거리
암 선고 이후, 시한부 인생을 살다가, 장기 이식을 통해 새 심장을 얻은 여자와 심장을 기증한 여인의 남편이 만나 특별한 사랑을 하게 되어 따뜻한 인간애를 그린 휴먼 멜로 드라마.

## 등장 인물

### 주요 인물
- 감우성 : 강동하 역
- 최수영 : 이봄이 역
- 이준혁 : 강동욱 역
- 장신영 : 배지원 역

### 강동하 주변 인물
- 현승민 : 강푸른 역 (아역 신린아)
- 길정우 : 강바다 역
- 민지아 : 윤수정 역
- 이재원 : 박형우 역
- 강부자 : 나현순 역
- 조양자 : 최복희 역
- 장원영 : 조길동 역

### 이봄이 주변 인물
- 심혜진 : 조명희 역
- 권해효 : 이혁수 역
- 이기영 : 송병길 역
- 가득희 : 주세나 역

### 그 외
- 전진기 : 고기상 역

### 스턴트 & 무술
- 서범식

## 수상 경력
- 2014년 MBC 연기대상 미니시리즈 부문 우수 연기상 최수영

## 시청률
아래의 파란색 숫자는 '최저 시청률'이고, 빨간색 숫자는 '최고 시청률'입니다. 시청률조사회사와 지역별로 시청률에 차이가 있을 수 있습니다.
' - ' 표시는 각 회사에서 공개한 프로그램의 시청률에 미치지 아니하여 순위 밖에 해당하는 것을 의미합니다.
| 2014년      | 2014년      | 2014년         | 2014년       | 2014년         | 2014년       |
| 회차        | 방송일      | TNmS 시청률    | TNmS 시청률  | AGB 시청률     | AGB 시청률   |
| 회차        | 방송일      | 대한민국(전국) | 서울(수도권) | 대한민국(전국) | 서울(수도권) |
| ----------- | ----------- | -------------- | ------------ | -------------- | ------------ |
| 제1회       | 9월 10일    | 7.5%           | 8.8%         | 8.1%           | 9.8%         |
| 제2회       | 9월 11일    | 8.3%           | 10.7%        | 8.7%           | 10.4%        |
| 제3회       | 9월 17일    | 8.2%           | 10.4%        | 9.5%           | 10.5%        |
| 제4회       | 9월 18일    | 8.1%           | 10.3%        | 11.1%          | 13.3%        |
| 제5회       | 9월 24일    | 8.7%           | 11.4%        | 9.3%           | 10.0%        |
| 제6회       | 9월 25일    | 7.7%           | 10.3%        | 9.2%           | 11.0%        |
| 제7회       | 10월 1일    | 7.8%           | 11.0%        | 8.3%           | 9.5%         |
| 제8회       | 10월 2일    | 6.3%           | 8.5%         | 8.8%           | 10.1%        |
| 제9회       | 10월 8일    | 7.6%           | 10.0%        | 9.1%           | 10.3%        |
| 제10회      | 10월 9일    | 7.7%           | 10.7%        | 8.3%           | 9.3%         |
| 제11회      | 10월 15일   | 8.3%           | 11.4%        | 8.6%           | 10.0%        |
| 제12회      | 10월 16일   | 7.5%           | 9.5%         | 8.5%           | 9.4%         |
| 제13회      | 10월 22일   | 9.3%           | 11.8%        | 10.6%          | 12.2%        |
| 제14회      | 10월 23일   | 8.9%           | 12.2%        | 9.6%           | 11.2%        |
| 제15회      | 10월 29일   | 8.3%           | 11.3%        | 8.7%           | 9.9%         |
| 제16회      | 10월 30일   | 8.1%           | 10.8%        | 10.0%          | 11.1%        |
| 평균 시청률 | 평균 시청률 | 8.0%           | 10.6%        | 9.2%           | 10.5%        |

## 같이 보기
KBS 수목드라마
- 《아이언맨》

SBS 드라마 스페셜
- 《내겐 너무 사랑스러운 그녀》